# تشارلي ينغلينغ
تشارلي ينغلينغ (بالإنجليزية: Charlie Yingling)‏ هو لاعب كرة قاعدة أمريكي، ولد في 7 ديسمبر 1865 في بالتيمور في الولايات المتحدة، وتوفي بنفس المكان في 13 أبريل 1897.

## وصلات خارجية
- تشارلي ينغلينغ على موقعبيزبول رفرنس.كوم (الدوري الرئيسي) (الإنجليزية)
- تشارلي ينغلينغ على موقعبيزبول رفرنس.كوم (الدوري الثانوي) (الإنجليزية)